# Iizuka
Iizuka (japanisch 飯塚市, -shi) ist eine Stadt in der Präfektur Fukuoka in Japan.

## Geographie
Iizuka liegt südlich von Kitakyūshū und östlich von Fukuoka.

## Geschichte
Iizuka entwickelte sich in der Edo-Zeit als Poststation an der Überlandstraße Nagasaki Kaidō. An 1882 gab es dort Kohlebergwerke des Chikuhō-Kohlefeldes. Heute sind die Kohlegruben geschlossen. Dafür gibt es die Wirtschaftszweige Maschinenbau, Nahrungsmittelverarbeitung und Angewandte Elektrik. 
Am 20. Januar 1932 wurde Iida zur Stadt erhoben.

## Verkehr
- Straßen:
  - Nationalstraßen 208, 389
- Eisenbahn:

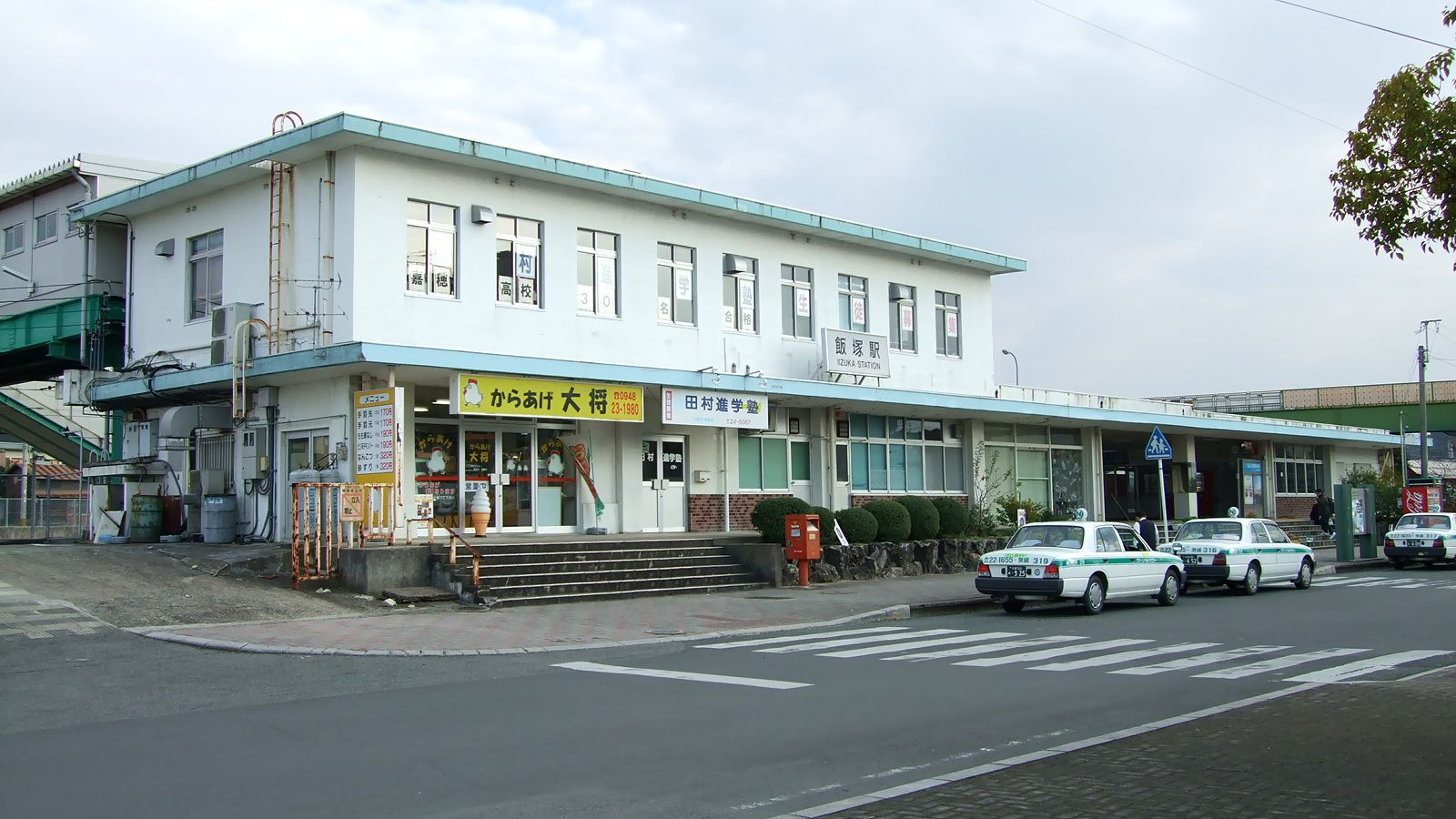
Bahnhof Iizuka

  - JR Chikuho-Hauptlinie: nach Kitakyūshū oder Chikushino
  - JR Sasaguri-Linie
  - JR Gotoji-Linie

## Söhne und Töchter der Stadt
- Asō Tarō (* 1940), 92. Premierminister von Japan
- Asō Takakichi (1911–1980), Politiker
- Nomiyama Gyōji (1920–2023), Maler, geboren in Honami
- Yūdai Nagano (* 1998), Fußballspieler

## Unternehmen
- Asō

## Städtepartnerschaften
- Xi’an, Volksrepublik China

## Weblinks

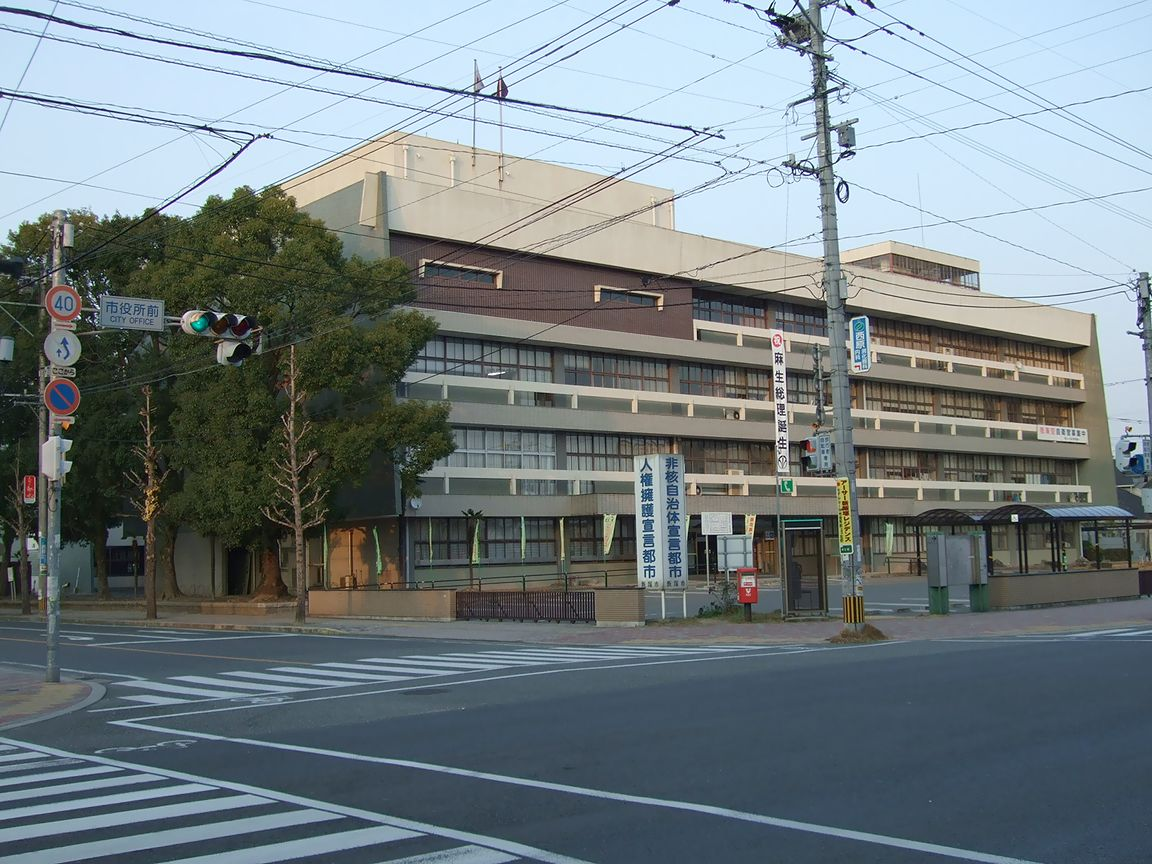
Rathaus von Iizuka

## Angrenzende Städte und Gemeinden
- Nōgata
- Chikushino
- Tagawa
- Miyawaka
- Kama
- Sue
- Sasaguri
- Keisen
- Chikuzen
- Itoda
- Fukuchi
- Kotake